# Даллес, Джон Фостер
Джон Фостер Даллес (англ. John Foster Dulles; 25 февраля 1888, Вашингтон — 24 мая 1959, Вашингтон) — американский политик-республиканец, занимавший пост государственного секретаря США при президенте Дуайте Эйзенхауэре.

## Биография
Родился в Вашингтоне в семье пресвитерианского проповедника. Дедушка Джона Даллеса Джон Фостер был госсекретарём при президенте Бенджамине Гаррисоне, а дядя Роберт Лансинг — госсекретарем при Вудро Вильсоне. Младший брат Джона Аллен Даллес стал крупным руководителем спецслужб.
После окончания Принстонского университета и юридического факультета Университета Джорджа Вашингтона работал в Нью-Йоркской юридической фирме «Салливэн энд Кромвелл» (Sullivan & Cromwell), где специализировался в международном праве. В 1920 году стал партнёром, а в 1927 — главой фирмы. Директор международной компании «Никель компани» (Канада).
Во время Первой мировой войны работал в чине майора в Совете по военной промышленности (англ. War Industries Board). В 1918 году был назначен президентом Вудро Вильсоном юридическим советником американской делегации на Парижской мирной конференции. После завершения конференции работал в комиссии по репарациям. Принимал участие в разработке плана Дауэса (1924).
Вместе со своим братом Алленом являлись одними из основателей Совета по международным отношениям.
Был одним из ближайших сотрудников Томаса Дьюи — кандидата в президенты от Республиканской партии на выборах 1944 года. Во время выборов работал советником Дьюи по внешней политике.
В 1945 году участвовал в Сан-Францисской конференции, участвовал в выработке Устава ООН. Был делегатом США на Генеральной Ассамблее ООН в 1946, 1947 и 1950 годах. Вместе с Маршаллом и Ачесоном являлся автором плана Маршалла. В 1950 году опубликовал книгу War or Peace (Война или мир), в которой критиковал внешнюю политику президента Трумэна. Один из наиболее активных участников выработки послевоенного жесткого внешнеполитического курса США в отношении СССР, который, по убеждению Даллеса, «уверенно продолжает осуществление своего плана завоевания мира». Один из авторов доктрины «балансирования на грани».
В 1950—1952 годах советник государственного секретаря США.

### Государственный секретарь
Даллес отвергал политику «сдерживания», отстаивая необходимость «массированного возмездия». В ходе президентской предвыборной кампании 1952 года кандидат Республиканской партии Дуайт Эйзенхауэр, выступая перед членами Американского легиона, призвал к «освобождению мирным путем стран, подпавших под коммунистическую тиранию». Несколько позднее, выступая в г. Буффало, Даллес, критикуя трумэновскую внешнюю политику, повторил этот призыв, но опустил слова «мирным путем».
Когда в январе 1953 года Эйзенхауэр занял пост президента США, он назначил Даллеса государственным секретарём США. В этом качестве он энергично проводил курс личной дипломатии во встречах с зарубежными лидерами. Он имел все полномочия, чтобы от своего имени формулировать инициативы американских властей и пользовался полным доверием со стороны президента, с которым, по воспоминаниям одного из помощников Даллеса, согласовывались «уже принятые решения и планы, созревшие в деталях в изобретательном и неутомимом уме Даллеса».
Даллес потратил много усилий на построение военных блоков НАТО и АНЗЮС, предназначенных для сдерживания так называемой «советской угрозы». В 1953 году Даллес попросил ЦРУ, возглавляемое его братом Алленом, составить совместного с MI6 план свержения иранского премьер-министра Мохаммеда Мосаддыка, оттеснившего молодого шаха Мохаммеда Реза Пехлеви от власти и национализировавшего Англо-Иранскую нефтяную компанию, и возвращения шаха к власти. Даллес также был создателем блока СЕАТО. Договор, подписанный США, Австралией, Великобританией, Францией, Новой Зеландией, Пакистаном, Филиппинами и Таиландом предусматривал совместные действия против агрессии в регионе.
Даллес утверждал: «Способность подойти вплотную к грани [войны], фактически не вступая в неё, является необходимым искусством… Если вы боитесь подойти вплотную к этой грани, вы погибли. Мы глядели войне в лицо в вопросе о расширении корейской войны, в вопросе вступления в войну в Индокитае, в вопросе, касающемся Тайваня. Мы подходили к самой грани и мы глядели войне в лицо».
В 1956 году Даллес жёстко выступил против англо-французского вторжения в зону Суэцкого канала.
16 апреля 1959 года ушёл в отставку с поста госсекретаря. Незадолго до кончины был награждён высшей гражданской наградой США — медалью Свободы.
24 мая 1959 года Даллес умер от рака и был похоронен на Арлингтонском национальном кладбище.

## Список литературы
Биографии
- Power and Peace: The Diplomacy of John Foster Dulles by Frederick Marks (1995) ISBN 0-275-95232-0
- John Foster Dulles: Piety, Pragmatism, and Power in U.S. Foreign Policy by Richard H. Immerman (1998) ISBN 0-8420-2601-0
- Devil and John Foster Dulles by Hoopes Townsend (1973) ISBN 0-316-37235-8. Most famous book on Dulles.
- The actor; the true story of John Foster Dulles, Secretary of State, 1953—1959 by Alan Stang, Western Islands (1968)
- The John Foster Dulles Book of Humor by Louis Jefferson (1986), St. Martin's Press, ISBN 0-312-44355-2